# Li Jinyu (futbolista)
Li Jinyu (en chino tradicional, 李金羽; en chino simplificado, 李金羽; pinyin, Lǐ Jīnyǔ; Shenyang, China, 6 de julio de 1977) es un exfutbolista y entrenador de fútbol de China que jugaba en la posición de delantero.

## Carrera

### Club
| Periodo   | Club                | Apariciones | Goles |
| --------- | ------------------- | ----------- | ----- |
| 1998-2003 | Liaoning FC         | 100         | 46    |
| 1999      | → AS Nancy (cedido) | 6           | 0     |
| 2004–2010 | Shandong Luneng.    | 151         | 74    |

### Selección nacional
Debutó con China el 1 de febrero de 1997 en el empate 1-1 ante Estados Unidos. Disputó 70 partidos y anotó 24 goles hasta su retiro de la selección nacional en 2008, participó en la Copa Mundial de Fútbol Sub-20 de 1997, dos ediciones de los Juegos Asiáticos y en la Copa Asiática 2004.

### Entrenador
| Periodo   | Club                     |
| --------- | ------------------------ |
| 2013–2014 | Shenyang Shenbei         |
| 2016      | Shijiazhuang Ever Bright |
| 2017      | Jiangsu Suning           |
| 2021–2023 | Wuhan FC                 |

## Logros

### Jugador

#### Club
Shandong Luneng
- Chinese Super League: 2006, 2008, 2010
- Chinese FA Cup: 2004, 2006
- Chinese Super League Cup: 2004

#### Selección nacional
- East Asian Football Championship: 2005

#### Individual
- Goleador de la Chinese Super League: 2006, 2007
- Equipo Ideal de la Chinese Super League: 2002, 2004, 2006, 2007

## Estadísticas

### Club
| Club            | Temporada | Liga       | Liga        | Liga  |
| Club            | Temporada | División   | Apariciones | Goles |
| --------------- | --------- | ---------- | ----------- | ----- |
| Liaoning FC     | 1998      | Liga Jia-A | 0           | 0     |
| Liaoning FC     | 1999      | Liga Jia-A | 13          | 8     |
| Liaoning FC     | 2000      | Liga Jia-A | 24          | 5     |
| Liaoning FC     | 2001      | Liga Jia-A | 22          | 11    |
| Liaoning FC     | 2002      | Liga Jia-A | 27          | 15    |
| Liaoning FC     | 2003      | Liga Jia-A | 14          | 7     |
| Liaoning FC     | Total     | Total      | 100         | 46    |
| AS Nancy        | 1998–99   | Ligue 1    | 6           | 0     |
| AS Nancy        | Total     | Total      | 6           | 0     |
| Shandong Luneng | 2004      | Liga Jia-A | 21          | 13    |
| Shandong Luneng | 2005      | Liga Jia-A | 17          | 7     |
| Shandong Luneng | 2006      | Liga Jia-A | 26          | 26    |
| Shandong Luneng | 2007      | Liga Jia-A | 27          | 15    |
| Shandong Luneng | 2008      | Liga Jia-A | 24          | 6     |
| Shandong Luneng | 2009      | Liga Jia-A | 22          | 3     |
| Shandong Luneng | 2010      | Liga Jia-A | 14          | 4     |
| Shandong Luneng | Total     | Total      | 151         | 74    |
| Total           | Total     | Total      | 257         | 120   |

### Goles con Selección nacional
| #  | Fecha                  | Sede                                                          | Rival                | Marcador | Resultado | Torneo                                               |
| -- | ---------------------- | ------------------------------------------------------------- | -------------------- | -------- | --------- | ---------------------------------------------------- |
| 1  | 21-2-1997              | Merdeka Stadium, Kuala Lumpur, Malasia                        | Singapur             | 2-0      | 3-1       | 1997 Dunhill Cup Malaysia                            |
| 2  | 2-3-1997               | Merdeka Stadium, Kuala Lumpur, Malasia                        | Bosnia y Herzegovina | 1-0      | 3-0       | 1997 Dunhill Cup Malaysia                            |
| 3  | 20-4-1997              | Workers Stadium, Beijing, China                               | Birmania             | 3-0      | 5-0       | Amistoso                                             |
| 4  | 1-6-1997               | Workers Stadium, Beijing, China                               | Turkmenistán         | 1-0      | 1-0       | Clasificación para la Copa Mundial de Fútbol de 1998 |
| 5  | 30-11-1998             | Surat Thani Province Stadium, Surat Thani, Tailandia          | Líbano               | 3-1      | 4-1       | Juegos Asiáticos de 1998                             |
| 6  | 8 de diciembre de 1998 | Rajamangala Stadium, Bangkok, Tailandia                       | Tayikistán           | 2-1      | 3-1       | Juegos Asiáticos de 1998                             |
| 7  | 10-12-1998             | Suphachalasai Stadium, Bangkok, Tailandia                     | Omán                 | 3-0      | 6-1       | Juegos Asiáticos de 1998                             |
| 8  | 10-12-1998             | Suphachalasai Stadium, Bangkok, Tailandia                     | Omán                 | 4-0      | 6-1       | Juegos Asiáticos de 1998                             |
| 9  | 12-12-1998             | Suphachalasai Stadium, Bangkok, Tailandia                     | Irán                 | 1-0      | 1-2       | Juegos Asiáticos de 1998                             |
| 10 | 14-12-1998             | Suphachalasai Stadium, Bangkok, Tailandia                     | Turkmenistán         | 1-0      | 3-0       | Juegos Asiáticos de 1998                             |
| 12 | 6-5-2001               | Lambert Stadium, Phnom Penh, Camboya                          | Camboya              | 1-0      | 4-0       | Clasificación para la Copa Mundial de Fútbol de 2002 |
| 13 | 6-5-2001               | Lambert Stadium, Phnom Penh, Camboya                          | Camboya              | 4-0      | 4-0       | Clasificación para la Copa Mundial de Fútbol de 2002 |
| 14 | 31-8-2003              | Lockhart Stadium, Fort Lauderdale, Estados Unidos             | Haití                | 3-1      | 3-4       | Amistoso                                             |
| 15 | 3-7-2004               | Chongqing Olympic Sports Center, Chongqing, China             | Líbano               | 1-0      | 6-0       | Amistoso                                             |
| 16 | 3-7-2004               | Chongqing Olympic Sports Center, Chongqing, China             | Líbano               | 2-0      | 6-0       | Amistoso                                             |
| 17 | 17-7-2004              | Workers Stadium, Beijing, China                               | Baréin               | 2-1      | 2-2       | Copa Asiática 2004                                   |
| 18 | 8-9-2004               | City Stadium, Penang, Malasia                                 | Malasia              | 1-0      | 1-0       | Clasificación para la Copa Mundial de Fútbol de 2006 |
| 19 | 17-11-2004             | Tianhe Stadium, Guangzhou, China                              | Hong Kong            | 1-0      | 7-0       | Clasificación para la Copa Mundial de Fútbol de 2006 |
| 20 | 17-11-2004             | Tianhe Stadium, Guangzhou, China                              | Hong Kong            | 4-0      | 7-0       | Clasificación para la Copa Mundial de Fútbol de 2006 |
| 21 | 3-9-2005               | Daejeon World Cup Stadium, Daejeon, Corea del Sur             | Japón                | 1-0      | 2-2       | Campeonato de Fútbol de Asia Oriental de 2005        |
| 22 | 10-9-2006              | Qinhuangdao Olympic Sports Center Stadium, Qinhuangdao, China | Tailandia            | 1-0      | 4-0       | Amistoso                                             |
| 23 | 7-2-2007               | Suzhou Sports Center, Suzhou, China                           | Kazajistán           | 2-1      | 2-1       | Amistoso                                             |
| 24 | 21-10-2007             | Century Lotus Stadium, Foshan, China                          | Birmania             | 5-0      | 7-0       | Clasificación para la Copa Mundial de Fútbol de 2010 |